# 黑黏盲鰻
黑黏盲鰻為盲鳗科黏盲鰻屬的其中一種，分布於東太平洋美國阿拉斯加東南部至墨西哥加利福尼亞半島海域，為深海魚類，棲息深度103-2743公尺，體延長呈圓柱狀，體後方側扁，眼退化為皮膚所覆蓋，無上下頜，口腔外緣具4對鬚，體色為均勻的黑色或深棕色，也可能呈現李子色，並且通常帶有光斑的花斑，腹鰭褶和尾部的邊緣顏色可能較淺 ，具有四顆心臟，鰓孔10～14對，體長可達63.5公分 ，主要棲息在大陸坡泥底部，屬肉食性，主要以腐屍為食，透過觸鬚與依靠獨特的鼻腔通道來嗅出獵物，沒有交配器官，性腺位於腹膜腔內，卵巢位於性腺的前部，睾丸位於性腺的後部，若性腺的顱部發育，則成為雌性；若性腺的尾部發生分化，則成為雄性，生活習性不明。

## 經濟利用
在世界許多地方，包括美國，盲鰻皮被用於製作衣服、腰帶或其他配飾。最近的研究表明，盲鰻粘液具有與蜘蛛絲相似的特性，既結實又輕盈。如果盲鰻粘液可以在實驗室中復制出來，它就可以取代女性長襪和運動褲中的尼龍等人造材料。這最終將有利於環境，因為尼龍是從石油中生產出來的，而且盲鰻粘液線可以植入細菌中並在對環境無害的情況下生長。